# Dammastock
Dammastock  (3630 m) är det högsta berget i Uri-alperna, Schweiz. Berget bestegs första gången av Albert Hoffmann-Burkhardt med guiderna Johann Fischer och Andreas von Weissenfluh den 28 juli 1864.